# まるか食品
まるか食品株式会社（まるかしょくひん）は、群馬県伊勢崎市に本社を置く、即席麺の製造販売、不動産賃貸業を行う企業。社団法人日本即席食品工業協会の会員企業。
広島県尾道市の「まるか食品」とは、同じ社名であるが無関係の別会社である。

## 概要
1929年5月に乾麺類の製造販売業として創業。「まるか食品」という社名は、創業者の丸橋嘉蔵（まるはし よしぞう）の姓と名を1字ずつ取って、丸嘉→まるか、と名付けられた。なお、現社長の丸橋嘉一（まるはし よしかず）も同様である。1975年発売の「ペヤングソース焼きそば」は東日本を中心に長年販売されている。

## 沿革
- 1929年（昭和4年）5月 - 伊勢崎市川久保町で前身となる乾麺類の製造販売を営む。
- 1962年（昭和37年）
  - 4月 - 「有限会社丸橋製麺工場」を設立。
  - 10月 - インスタントラーメンの製造を開始。
- 1964年（昭和39年）3月 - 「まるか食品株式会社」を設立。
- 1969年（昭和44年）1月 - 「有限会社丸橋製麺工場」と「まるか食品株式会社」を合併「まるか食品株式会社」となる。
- 1973年（昭和48年）7月 - カップメンの製造を開始。「ペヤングヌードル」を発売。
- 1975年（昭和50年）3月 - 業界初の四角い容器のカップめん「ペヤングソースやきそば」を発売する。
- 1986年（昭和61年）1月 - 東京都台東区上野に「まるか商事株式会社」東京営業所を開設。
- 1989年（平成元年）7月 - 「有限会社エムケイ流通」を設立。
- 1990年（平成2年）
  - 3月 - 「株式会社ペヤング」を設立。
  - 6月 - 「株式会社丸善開発」を設立。
- 1997年（平成9年）12月 - 「株式会社丸善商事」と「株式会社丸善開発」を合併「株式会社丸善開発」となる。
  - 「株式会社新興パック」と「まるか食品株式会社」を合併「まるか食品株式会社」となる。
  - 「株式会社エムケイ流通」と「まるか商事株式会社」を合併「まるか商事株式会社」となる。
- 2002年（平成14年）10月 - 日本食糧新聞社より食品産業功労賞を受賞[4]。
- 2008年（平成20年）
  - 3月 - 「まるか食品株式会社」と「ペヤングソースやきそば」のWEBサイトを開設。
  - 5月 - 大阪市城東区に「まるか商事株式会社」大阪営業所を開設。
- 2014年（平成26年）
  - 12月2日 - ペヤングの商品の一部に虫の死骸が混入している疑惑が浮上。当初は安全管理に不備はないと、この疑惑を否定した。
  - 12月11日 - その後の保健所の調査の結果、製造段階で虫が入り込んでいた可能性が高まる。最終的には、同日付で本社工場・赤堀工場での生産を停止し、全商品を翌年2月までをめどに販売を自粛することを発表した（詳細は後述）。
- 2015年（平成27年）
  - 6月8日 - 「ペヤングソースやきそば」の販売が関東1都6県で再開された[5]。全国での販売再開は7月上旬から中旬[6]。超大盛りは、2015年秋から順次再開となった[7]。
- 2017年（平成29年）
  - 2月 - 「ペヨング ソースやきそば」が、日本食料新聞社制定 平成28年度食品ヒット大賞 優秀ヒット賞を受賞[8]。

## 事業所・工場
本社工場
群馬県伊勢崎市戸谷塚町49-1
赤堀工場
群馬県伊勢崎市下触町1101-1

## 関連会社

### まるか商事株式会社
東京支店
東京都台東区東上野3-18-11
大阪支店
大阪市淀川区西中島6-5-4 サムティフェイム新大阪Ⅱ2201号
仙台営業所
仙台市宮城野区宮千代1-24-10
岡山営業所
岡山市北区青江5-15-10ヤマガミビル 1階 102号
九州営業所
佐賀県鳥栖市古野町268-3 宮原ビル１階 101号
名古屋営業所
名古屋市熱田区千代田町17-8 食品ビルA棟318号
株式会社ペヤングホールディングス
株式会社丸善開発

## 主な商品
2010年代まではわかめラーメン、ワンタン、うどんなどさまざまなアイテムを展開していた。2014年（平成26年）12月の異物混入による全商品の販売停止・生産体制見直し後に販売再開された当時は「ペヤングソースやきそば」のみとなった。その後、順次人気のあった商品の生産販売を再開。また、ペヤングの廉価商品として新しいブランド「ペヨング」を発売。定番商材であった「ペヤングヌードル」の販売も再開された。

### ペヤングブランド
主力のブランド『ペヤング』は1973年（昭和48年）7月に発売開始となった「ペヤングヌードル」から使用開始。語源は「ペア+ヤング」で、当時カップ麺は袋麺と比べ高価でファッション要素が強い食品であったことから、カップ麺を高いと感じた若いカップルには2人で1つのものを仲良く食べて欲しいという願いからである。後述の9代目文楽が、2015年に行われた週プレNEWSのインタビュー取材で「ペヤングの名は自分が考案した」という趣旨の主張をしている。

#### ペヤング やきそば

##### ペヤング ソースやきそば
レギュラーサイズ
1975年（昭和50年）3月にカップ焼きそばとして発売開始。「日清焼そばU.F.O.」（日清食品）、「マルちゃんやきそば弁当」（東洋水産）とともにカップ焼きそばのロングセラー商品である。企業名の「まるか食品」よりも、この「ペヤング」ブランドは主力販売地域内で高い知名度を誇る。
名称は、1973年（昭和48年）7月に誕生した「ペヤング」ブランドのソース焼きそばであることから。
カップ焼きそばとして初めて四角形のパッケージを使用している。理由として、当時主流だった円形パッケージを使用した他社の真似はしたくないという差別化と、「屋台の焼きそば」で使用されていた容器からの発想によるものである。販売休止（後述）以前は容器・蓋ともにプラスチック製で、端部のツメを上げて湯切り口を作る方式の上載せ式の蓋であったが、販売再開にあたり、異物混入防止策の一環として密着性を高くするため、容器は発泡スチロール製に、蓋はアルミシール式に改められ、従来のデザインに準じた外装フィルムで覆っている。
味付けは発売開始以来、一切変えておらず、ウスターソースは液体状で他社と違い、あっさりした「まろやかソース」を使用し、そのソースを吸収しやすいように小麦の配合を工夫した麺を採用している。この液体ソースを業界で初めて開発したのは、まるか食品である（それまでのカップ焼きそばは、全て「粉末ソース」であった）。また麺は具材を絡みやすくするために従来とは反対に粗い方の面を上にして容器に入っている。
販売地域について、1990年代半ばまでは静岡県から青森県にかけての東日本地域（このエリアではスポットCMも放送されていた）で販売されていたが、2008年（平成20年）、大阪府大阪市城東区に関連会社の「まるか商事大阪営業所」を開設して以降、西日本地区での販路拡大を図っており、2015年（平成27年）6月時点では近畿圏のテレビ局でも「ペヤング」CMが放送されている。北海道エリアでは、昭和時代に通常販売していたが、販売不振を理由にドン・キホーテやジャパンミートなどといった大手小売店の限定販売となったのち、2015年秋頃に一部コンビニエンスストアにておよそ40年ぶりに通常販売が復活した。
レギュラーサイズの商品パッケージには「Big」の表記がある。この由来は、カップ焼きそばが発売された当初の麺重量は60 - 65 g（グラム）が主流だったのに対し、業界初の試みとして麺重量を90 gで発売したことによるもの。エネルギーは544 kcal（約2,278 kJ、2015年6月現在）。
超大盛（レギュラーサイズ2個分）

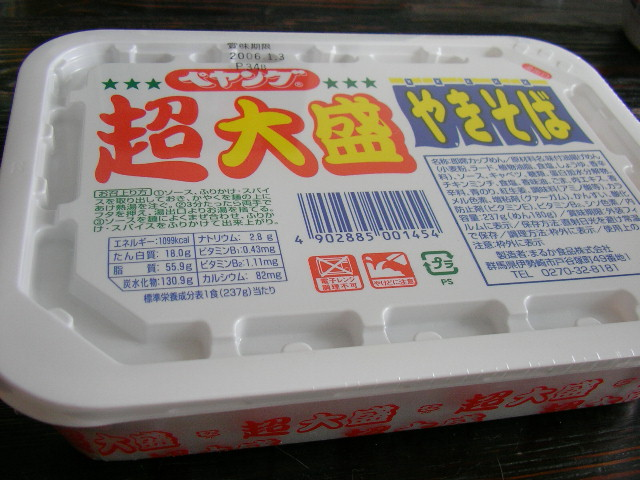
旧パッケージ版のペヤング超大盛やきそば

2004年（平成16年）8月発売開始。エネルギーは1,099 kcal（約4,601 kJ。2015年11月以降の商品は1,081 kcal（約4,526 kJ））。
超超超大盛GIGAMAX（レギュラーサイズ4個分）
2018年（平成30年）6月に関東で先行発売され、7月に全国で発売開始。エネルギーは2,142 kcal（約8,968 kJ）。1食だけで成人男性の1日分の摂取カロリーと同等となる。
超中盛やきそば（麺重量はペヨング2個分）
2020年（令和2年）10月発売開始。CGCグループ加盟店専売。エネルギーは996 kcal（約4,170 kJ）。
超超超超超超大盛やきそばペタマックス（レギュラーサイズ約7.3個分）
2020年11月2日から一部のコンビニエンスストアで先行発売。エネルギーは4,184 kcal（約17,517 kJ）。莫大なエネルギー摂取量(超超超大盛GIGAMAXのさらに2倍)のため、製品ページとパッケージに「絶対に1人で食べないでください。」と注意書きがされている。
また、2019年（令和元年）5月5日には伊勢崎駅南口広場にて「超∞超大盛GIGA MAX365」（超超超大盛GIGA MAX365個分）の試食会を開催した。麺重量は160キログラム、使用した湯は480 リットル、エネルギーは781,830 kcal（約3,273 MJ）。会場には主催者発表で5,000人が来場し、Largest instant noodles tasting event（インスタントヌードルの最大の試食会）としてギネス世界記録（579人）に認定された。

##### 派生品ペヤング（現在販売してる商品のみ）
- 超大盛やきそばハーフ&ハーフ 激辛
- 超大盛やきそばハーフ&ハーフ カレー
- 超大盛やきそばハーフ&ハーフ しょうゆラーメン風&ギョウザ風
- 超超超大盛やきそばGIGAMAXハーフ&ハーフ 激辛
- 超超超超超超大盛やきそばペタマックスハーフ&ハーフ 激辛
- 超超超超超超大盛やきそばペタマックスにんにくMAX
- 激辛やきそば - 2012年2月発売。カップ麺としては史上最強レベルの辛さで話題になった。パッケージにも「辛さレベルMAX!!」と記載されている。
- 獄激辛やきそば 辛さ50％オフ - 2025年7月発売。かつて発売された「獄激辛やきそば」の半分の辛さとなっている。
- 塩やきそば
- あごだし醤油やきそば - ベルクとのコラボ商品。
- カレーやきそば - ウエルシア薬局限定販売。「超大盛やきそばハーフ&ハーフ カレー」のカレー部分だけのやきそばである。
- マヨツナカレー味やきそば
- やまとの味カレーやきそば
- スパイシーカレー七味ガラム･マサラやきそば
- ペヤング一贅沢やきそば蟹トマト味
- 塩もやしタンメン風やきそば
- 幻のコショウ味やきそば - 世界の山ちゃんとのコラボ商品。
- 海老つけ麺味やきそば - 五ノ神製作所とのコラボ商品。
- 酸辣湯風やきそば
- 明太とんこつ味やきそば

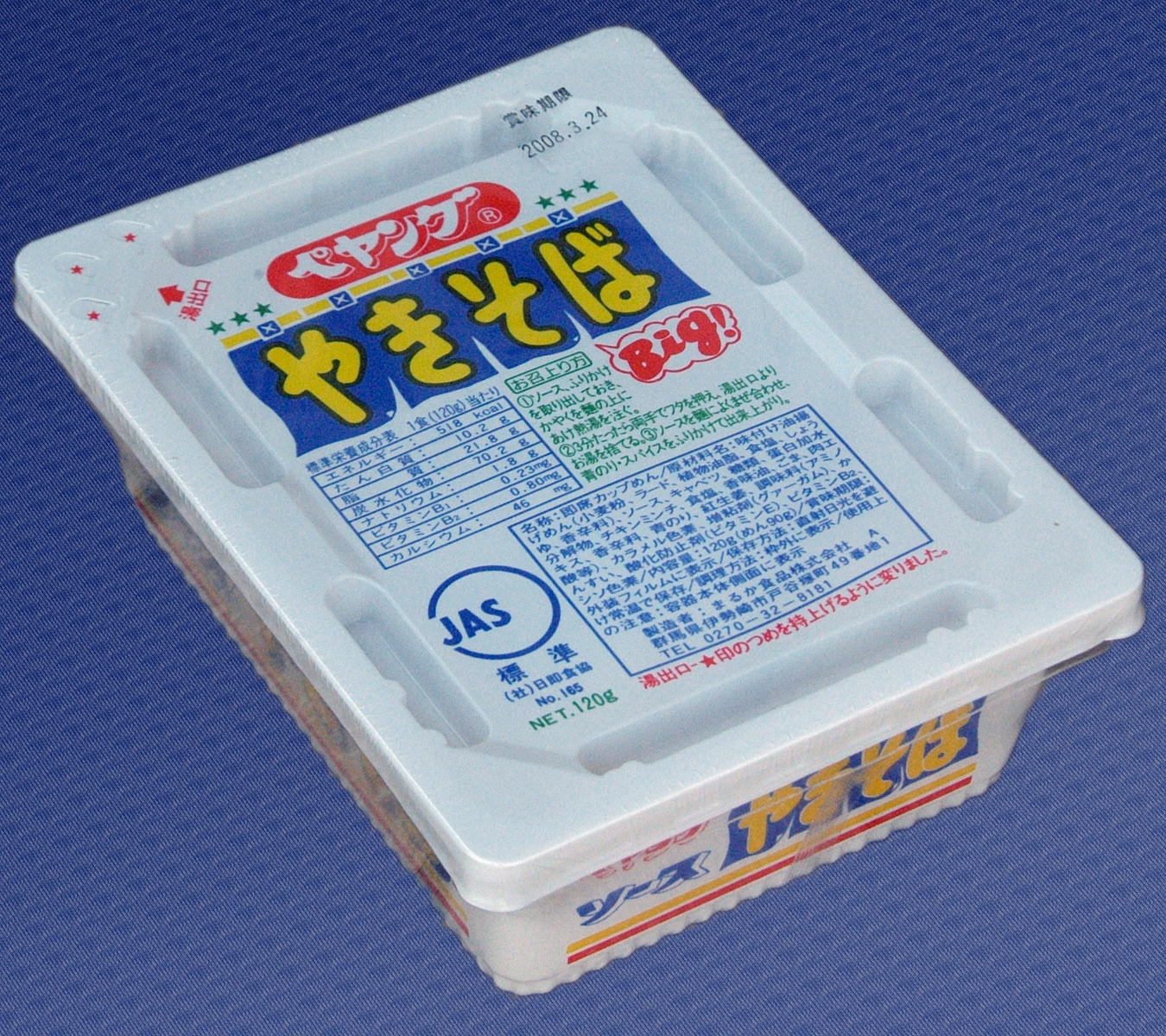
ペヤングソースやきそば・旧パッケージ。
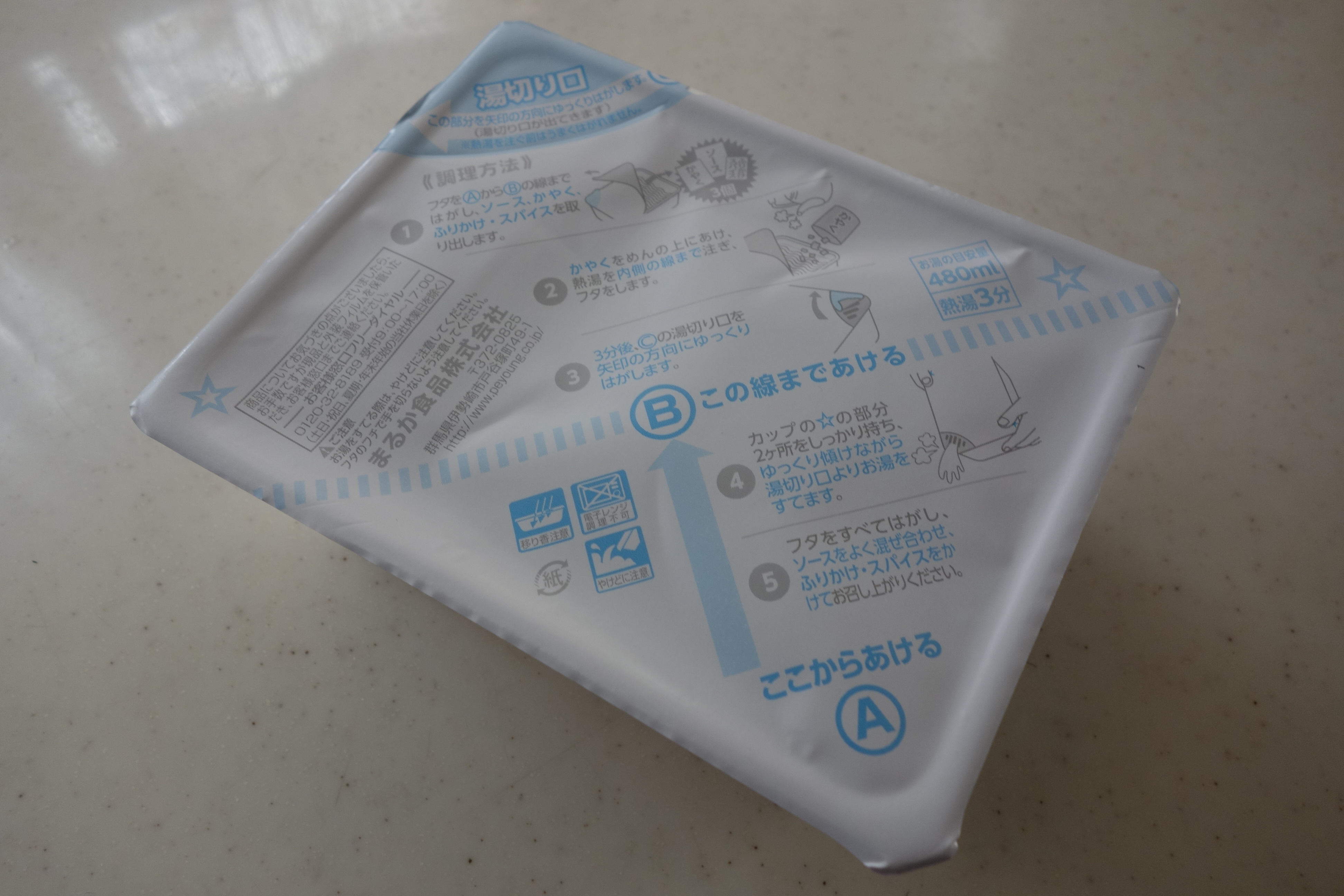
新たに採用された密閉型湯切りふた。
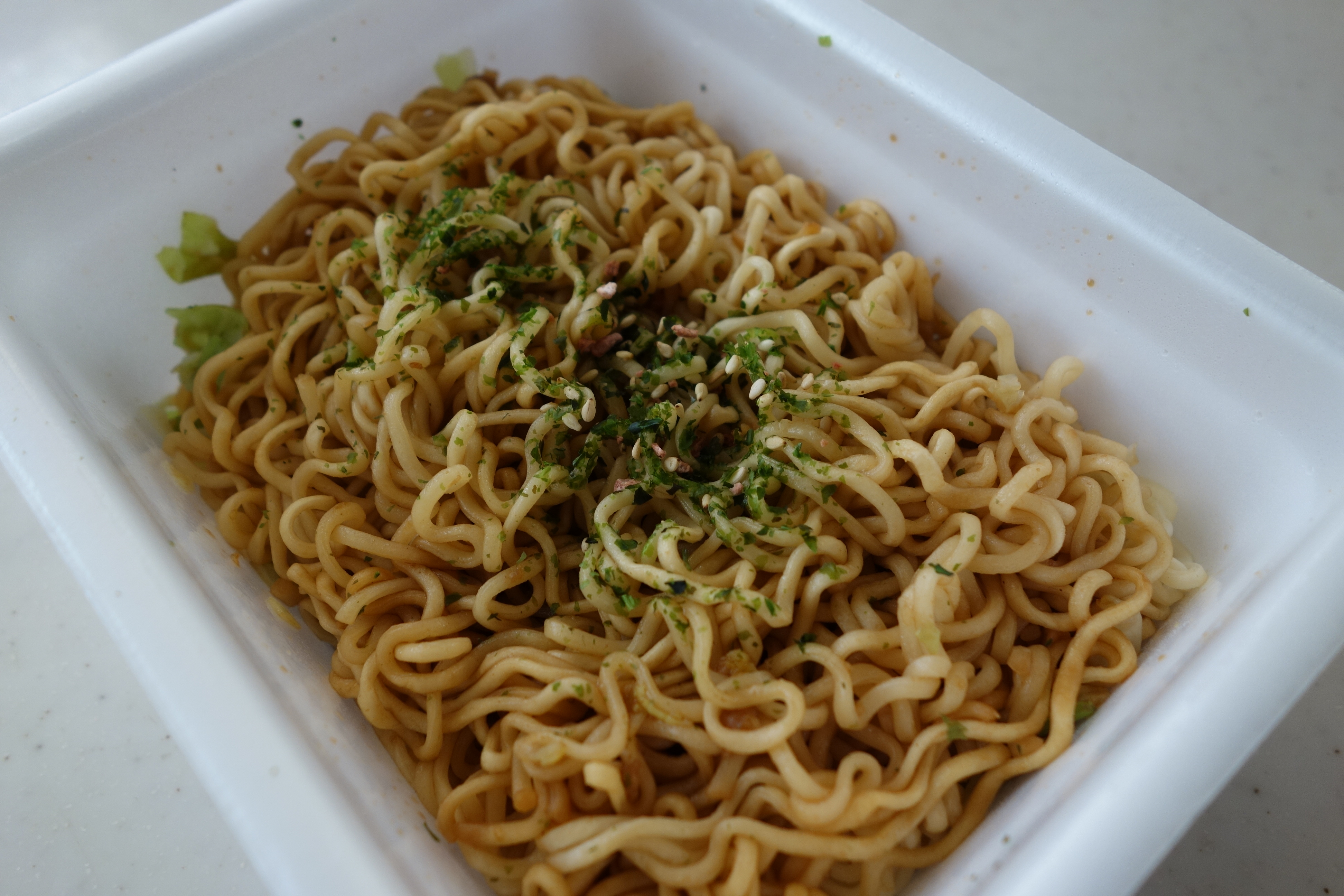
ペヤングソースやきそば・調理例。

#### ペヤング らーめん

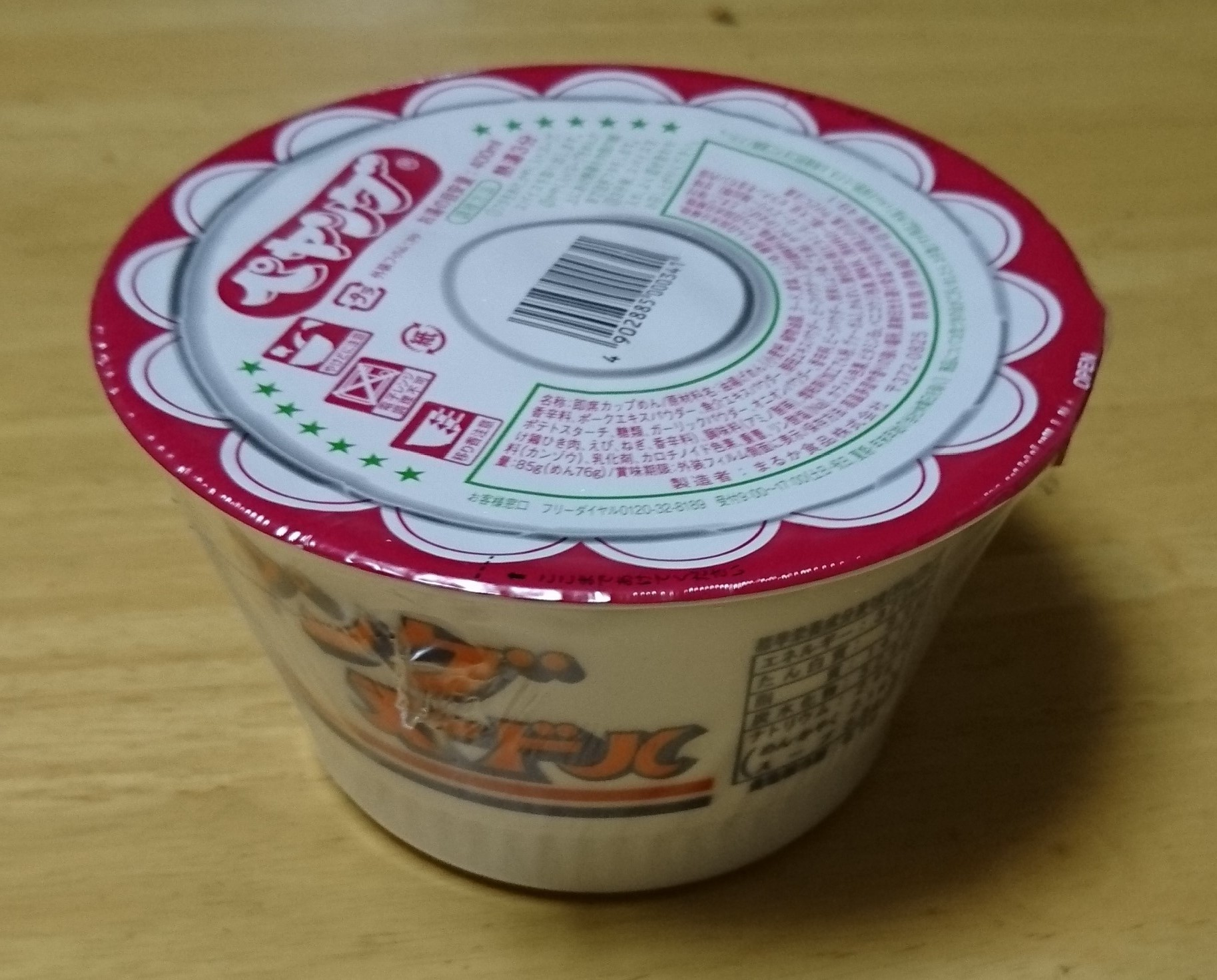
ペヤングヌードル。

ペヤング ヌードル
1973年発売からの醤油の味付け。販売休止前は、容器・蓋ともにプラスチック製で上載せ式の蓋であったが、従来のデザインに準じたデザインの発泡スチロール製容器に、アルミシール式の蓋に改められ、透明な外装フィルムで覆っている。

#### ペヤング うどん
ペヤング ふる里うどん
過去にも同銘柄の自社製フライ麺で販売されていたが、ノンフライ麺として再発売。製造は自社ではなく、テーブルマークグループの加ト吉水産、その後加ト吉水産の設備を受け継いだ寿がきや食品関東工場（群馬県高崎市）に委託している。
ペヤング 超大盛伊勢崎焼うどん

### ペヨングブランド
ペヤングブランドの廉価版でドラッグストアやディスカウントショップ向けにオープン価格とし、ペヤングブランドより内容量を少なくしている。「ペヨング」は商標登録されている（第5847187号）。

#### ペヨング やきそば
ソースやきそば
2016年3月発売開始。同月時点では東日本地区のみでの販売であったが（西日本地区は3月28日発売開始予定であったが延期された）、現在は全国展開している。
元々は小売店から「ペヤングを安く売りたい」と要望があったが、本家ペヤングの価格を下げると値崩れが起きてしまう可能性があるため、ペヤング ソースやきそばと比べ、麺の量が80 gと少なくなり、かやくから肉（鶏そぼろ）が省略された廉価版として発売。エネルギーは456 kcal（約1,909 kJ）。
やきそば塩
2020年6月15日発売開始、2022年9月5日にリニューアル発売。
イカスミやきそば&カレーやきそば
2022年6月6日同時に発売開始。
豚骨やきそば
2022年9月5日発売開始。
やき蕎麦風&やきうどん
2022年12月5日同時に発売開始。
ペヨちゃんやきそば
2021年2月1日発売開始。子供向けに開発された、おやつ感覚で食べられる甘口ソース味のカップ焼きそば。パッケージには男女の子供と動物のイラストが描かれている。内容量はペヨングソースやきそばの106 g（麺80 g）より18 g（麺10 g）少ない88 g（麺70 g）。ふりかけ・スパイスは省略されている。

### ピーヤングブランド

#### ピーヤング やきそば
- 春雨

### その他の麺類
- 味の大関 5食パック 復刻版 - 1966年に発売した「味の大関」の復刻版[26]

## その他の商品

### ボトルソース
- ペヤングボトルソース[27] - 理研ビタミン製造

## 過去に発売されていた商品
- ペヤングソースやきそば
  - パーティーサイズ - 1989年頃に発売された。現在の超大盛サイズよりも5 g多く、箸が2膳ついていた。
  - 大盛 - 2008年（平成20年）より、他社製品と同じくフィルムのフタのものにリニューアルした。エネルギーは746 kcal。
  - 広東風（大盛）
  - 四川風（大盛）
  - ミニ
  - からしマヨネーズ 大盛 - 発売当初は標準サイズで発売されていたが一時販売を休止。2008年（平成20年）7月に大盛サイズとして再発売。ソースの味はオリジナルのペヤングソースやきそばよりも濃厚で、ケンコーマヨネーズ製の特製からしマヨネーズが添付されている。
- ペヤング超大盛やきそば ハーフ&ハーフ
  - カレー
  - イカスミ
- ペヤング チョイ!辛やきそば - ペヤングソースやきそばの兄弟品である。
  - 標準
  - 大盛
- ペヤング ジャージャー焼きそば（大盛のみ）
- ペヤング のり塩ポテトやきそば
- ペヤング スープやきそば - お湯捨て不要の、スープで食べるカップ焼きそば。甘口ソースがスープの役目を果たす。
- ペヤング ネギ塩ヤキソバ - ファミリーマートと初音ミクのコラボ商品。パイパンPの楽曲「ペヤングだばあ」をモチーフとした商品。ただし、容器の関係上「NOだばあ」の表記がある[28]。
- ペヤング 濃口ソースやきそば ヴァンガード（大盛のみ） -2013年発売の、『 カードファイト!! ヴァンガード』とのコラボ商品。「龍騎激突」シリーズをフィーチャーし、ペヤング完全限定カード2種を含む全4種のカードの内の1枚のカードが容器内にソースやかやくと共に同梱添付されている。現在のペヤングの封緘方式になる以前に添付カードサーチ行為対策として蓋がフィルム溶着仕様になっていた。
- ペヤング 牛たん塩やきそば（大盛）
- ペヤング たらこやきそば
  - たらこソース
- ペヤング 新和風焼き蕎麦
  - しょうゆ
- ペヤング ナポリやんやきそば
  - ナポリタン風味
- ペヤング ポテトやきそば
- ペヤング ペペロンチーノ風やきそば - 2013年7月8日よりコンビニエンスストア先行（一部除く）にて販売開始
  - ペペロンチーノ風ソース
- ペヤング亭
  - しょうゆらあめん
  - しおラーメン
- ペヤングヌードル
  - カレー
  - とんこつ
- ペヤング 超大盛らあめん
  - 醤油
  - 味噌
- ペヤング コクうま! ワンタンメン
- ペヤング わかめラーメン - しょうゆ味、みそ味。バーで客が「お湯割り!」とバーテンダーに声をかける内容のテレビCMを展開。過去に発売されていたMARUKAわかめラーメン（MARUKAわかめラーメン、MARUKAみそわかめラーメン）や現在発売中のペヤングわかめMAXラーメン（醤油味と味噌味）とは別の商品である。
- ペヤング 塩やきそば
- ペヤング 餃子ラーメン
- ペヤング ラーメンライス
  - カップラーメン+フリーズドライのお茶漬け - カップラーメンとお茶漬けがセットとなった商品。一時、期間限定で復刻版として登場することもある。
  - ペヤングラーメンチャーハン（カップラーメンとチャーハン風フリーズドライ米飯加工品）
なお、ペヤングラーメンライスの「カップラーメン+フリーズドライのお茶漬け」と「ペヤングラーメンチャーハン」については、西日本でも一時的に販売された。試験販売と推察される。
- ペヤング やきそば&ワンタン - 期間限定で復刻版の時期あり。
- しっぽくうどん - 丼形カップのしっぽくうどんで、2007年（平成19年）に関東地方の一部の百貨店で販売された例がある。
- ペヤング グルメイン
- ペヤングネギみそヌードル
- ペヤング豚骨ヌードル
- ペヤングにんにくカレーヌードル
- ペヤング チョイ!辛ラーメン
  - 醤油
  - 味噌
- ペヤング 激辛ラーメン
  - 醤油
  - 味噌
  - 塩
- ペヤング 野菜ラーメン
  - 醤油
  - 味噌
  - 塩
- ペヤング 麺太
  - 醤油
  - 味噌
  - 塩
- ペヤング 中華スープワンタン（旧・ペヤング ワンタン）
  - 標準
  - 3個パック
  - スープワンタンバラエティーパック
- ペヤング ふる里うどん - 冬季限定。幅広麺を使用。
  - しょうゆ
  - みそ
  - しお
- ペヤングふる里そば - 冬季限定。ペヤングとしては年越しそば関連商品は現在発売してない。

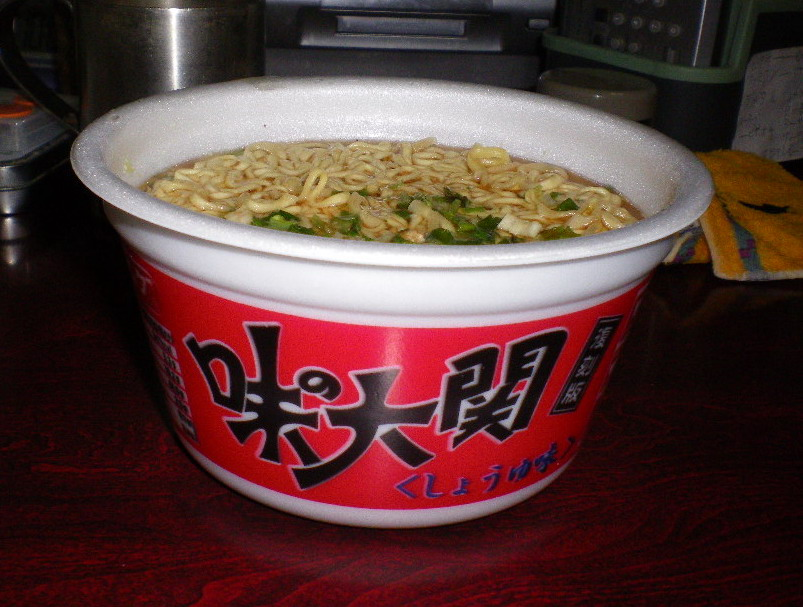
復刻版「味の大関」

- ペヤング 味の大関 - 1960年代に袋入り即席ラーメンとして発売されていたシリーズをカップ麺として再発売。復刻版「味の大関」具がきざみネギだけのラーメンで、しょうゆ・みそは『復刻版』の表記を付けている。
  - しょうゆ
  - みそ
  - しお
  - とんこつ

ディスカウント用のロープライスブランド。すべてオープンプライス商品である。
- MARUKAわかめラーメン（醤油）
- MARUKAわかめみそラーメン
- MARUKAわかめうどん - ただし、スープとかやくの袋には「ペヤング」の文字がある。
- MARUKA麺乱
  - しょうゆ
  - みそ
  - しお
- MARUKAソースやきそば - ペヤングソースやきそばの廉価版。
- MARUKA塩やきそば

## 自主回収後、過去に発売されていた商品
- ペヤング ピリ辛野菜炒め風やきそば
- ペヤング ピリ辛高菜明太子やきそば
- ペヤング ブラックスパイシーやきそば
- ペヤング 辛口ホルモンねぎやきそば
- ペヤング 辛口チゲ風やきそば
- ペヤング 辛いやきそばチーズ味
- ペヤング 激辛やきそば 超大盛
- ペヤング 激辛やきそば 超超超大盛GIGAMAX
- ペヤング 激辛カレーやきそば
- ペヤング もっともっと激辛MAXやきそば
- ペヤング やきそば激辛MAX END
- ペヤング 獄激辛やきそば - 2020年2月発売。過去に販売された「激辛MAX END」の3倍の辛さを誇る[注 8]。
- ペヤング 獄激辛finalやきそば - 2022年3月7日発売。通常の獄激辛やきそばの2倍の辛さを誇る。
- ペヤング 獄激辛カレーやきそば
- ペヤング 獄激辛麻婆やきそば
- ペヤング 獄激辛担々やきそば
- ペヤング 獄激辛にんにくやきそば
- ペヤング 獄激辛にんにくやきそば
- ペヤング 獄激辛担々やきそば
- ペヤング 獄激辛麻婆やきそば
- ペヤング 速汗獄激辛やきそば一味プラス
- ペヤング 大盛四種四昧やきそば
- ペヤング 大盛塩やきそば
- ペヤング 超大盛やきそば ペヤング社員が一番美味しいと思う辛さに仕上げました。
- ペヤング 超大盛やきそば マシマシキャベツ
- ペヤング ポテトやきそば 超大盛
- ペヤング 超大盛やきそば マヨネーズMAX
- ペヤング 超大盛シーフード唐辛子マヨやきそば
- ペヤング 超大盛彩り豊かな7種の具材のやきそば
- ペヤング 超大盛チーズタッカルビ風やきそば
- ペヤング 超大盛からしマヨネーズ黒胡椒やきそば 魔王
- ペヤング 超大盛やきそばハーフ&ハーフ もっともっと激辛×辛さゼロ
- ペヤング 超大盛やきそばハーフ&ハーフ W獄激辛
- ペヤング 超大盛やきそばハーフ&ハーフ ゴルシ印のソースやきそば×メイショウドトウの超激辛 - ウマ娘 プリティーダービーとのコラボ商品。
- ペヤング 超大盛やきそばハーフ&ハーフ ガーリックカレー
- ペヤング 超大盛やきそばハーフ&ハーフ イカスミ
- ペヤング 超大盛やきそばハーフ＆ハーフ沖縄そば風＆台湾まぜそば風
- ペヤング 超大盛たこ焼き風やきそば - 大黒天物産とのコラボ商品で同社が運営するスーパーのみで発売。
- ペヤング 超大盛たこ焼き風やきそばどろソース付き
- ペヤング 超大盛激辛やきそばマシマシキャベツ
- ペヤング 超大盛伊勢崎焼きうどん
- ペヤング 超大盛やきそば祭
- ペヤング 超大盛やきそば天かすMAX
- ペヤング 超超超大盛やきそば四種四昧ご当地シリーズ
- ペヤング 超超超大盛GIGAMAX 関西風天かす
- ペヤング 超超超大盛GIGAMAX 納豆キムチ味
- ペヤング 超超超大盛GIGAMAX 君なら食べれる
- ペヤング 超超超大盛GIGAMAX ガーリックパワー
- ペヤング 超超超大盛GIGAMAX GREATBOSSレトルトもつ煮入り
- ペヤング マヨネーズソース風キムチやきそばそば
- ペヤング にんにくMAXやきそば
- ペヤング 復刻にんにくMAXやきそば
- ペヤング わかめMAXやきそば
- ペヤング パクチーMAXやきそば
- ペヤング モノホントンコツMAXやきそば
- ペヤング 背脂MAXやきそば
- ペヤング 酸辣MAXやきそば
- ペヤング 鉄分MAXやきそば
- ペヤング からしMAXソースやきそば
- ペヤング すっぱからMAXやきそば
- ペヤング チーズMAXやきそば
- ペヤング 牛脂MAXやきそば
- ペヤング 豚脂MAXやきそば
- ペヤング 黒ゴマMAXやきそば
- ペヤング きのこMAXやきそば
- ペヤング 九州もつ鍋風やきそば
- ペヤング オムそば風やきそば たまごたっぷりマヨネーズ付き
- ペヤング ナポリタン風やきそば
- ペヤング ペペロンチーノ風やきそば
- ペヤング カルボナーラ風やきそば
- ペヤング ボンゴレ風やきそば
- ペヤング ボンゴレ風やきそば超大盛
- ペヤング ソースやきそばマシマシキャベツ
- ペヤング ソースやきそば 迷油
- ペヤング ソースやきそばプラス納豆 - セブン&アイグループ特別商品として販売。
- ペヤング カレーやきそばプラス納豆
- ペヤング にんにく納豆やきそば
- ペヤング 中華風やきそば
- ペヤング 酢コショウやきそば
- ペヤング からしマヨネーズ黒胡椒やきそば 魔王
- ペヤング 旨辛味にんにくやきそば
- ペヤング 塩ガーリックやきそば
- ペヤング こってりラー油ガーリックやきそば
- ペヤング ガーリックマヨネーズやきそば
- ペヤング たこやき風やきそば
- ペヤング 豚骨醤油やきそば
- ペヤング 黒豚骨やきそば
- ペヤング 豚バラ塩やきそば
- ペヤング 秩父わらじかつ風やきそば - ベルクとのコラボ商品。
- ペヤング ベルク名物かつ重風やきそば - ベルクとのコラボ商品。
- ペヤング ヨーロッパ軒総本店監修福井名物ソースカツ丼風やきそば - PLANT限定販売
- ペヤング 通称ガリぺ風やきそば
- ペヤング パクチーMAXやきそば
- ペヤング ボロネーゼ風やきそば
- ペヤング 沖縄・石垣島ユーグレナ塩やきそば
- ペヤング 胡麻担たかちゃんやきそば
- ペヤング スパイシーやきそば
- ペヤング スパイスカレーやきそば
- ペヤング 海鮮カレーやきそば
- ペヤング いかにんじん味やきそば
- ペヤング 肉海鮮やきそば
- ペヤング ゴールドシップの野菜ハーモニーペペロンチーノ風やきそば - ウマ娘 プリティーダービーとのコラボ商品。
- ペヤング きんぴら風やきそば
- ペヤング ソースやきそば迷油
- ペヤング オリーブオイル塩やきそば
- ペヤング ガーリックマヨネーズやきそば
- ペヤング 山菜蕎麦風やきそば
- ペヤング 旨辛味にんにくやきそば
- ペヤング きのこ蕎麦風やきそば
- ペヤング 炒飯風やきそば - あみ印食品工業とのコラボ商品。
- ペヤング ベジタブルワールドやきそば
- ペヤング 青のりパンチやきそば
- ペヤング ねぎラー油やきそば
- ペヤング ねぎ塩マヨやきそば
- ペヤング オニオンマヨツナ焼きそば
- ペヤング 北海道ジンギスカン風やきそば
- ペヤング たこめし風やきそば - 宮城県志津川高等学校とのコラボ商品。
- ペヤング わさび醤油味やきそば - 宮城県志津川高等学校商業部とのコラボ商品。
- ペヤング たっぷりわかめやきそば - 宮城県志津川高等学校商業部商業部とのコラボ商品。
- ペヤング ガーリックシュリンプ味やきそば - 東京都立大島高等学校とのコラボ商品。
- ペヤング 広島名物お好み焼き風やきそば
- ペヤング 豚骨魚介やきそば
- ペヤング 豚バラ入り旨い辛さの油そば
- ペヤング ギョウザじゃんやきそば
- ペヤング きんぴら風やきそば
- ペヤング 善光寺御開帳記念蕎麦風 - 善光寺前立本尊御開帳の開催を記念して2022年4月3日から6月29日まで善光寺大勧進と同ネットショップ限定で発売。
- ペヤング 味の大関やきそば
- ペヤング 野菜MIXやきそば
- ペヤング にんにく味噌やきそば
- ペヤング ジャーマンポテト風やきそば
- ペヤング トムヤムクン風やきそば
- ペヤング オリーブオイル塩やきそば
- ペヤングやきそばバター醬油味
- ペヤングやきそばアパ社長カレー味
- ペヤング スカルプDやきそば - アンファーとのコラボ商品。
- ペヤング シーフードやきそば
- ペヤング 復刻シーフードやきそば
- ペヤング イカしたやきそば
- ペヤング イカスミマヨやきそば
- ペヤング 鮭とポテトのチーズ味やきそば
- ペヤング 海老やきそば
- ペヤング たらこやきそば
- ペヤング 明太シーフード唐辛子マヨやきそば
- ペヤング 豚骨魚介やきそば
- ペヤング イカトパスやきそば
- ペヤング たらこやきそば
- ペヤングやきそば なんちゃって蕎麦風
- ペヤング きのこ蕎麦風やきそば
- ペヤングやきそば 韓国味なんちゃって蕎麦風
- ペヤング 塩昆布やきそば
- ペヤング たっぷりメンマやきそば
- ペヤング マヨ酸辣やきそば
- ペヤング オムそば風やきそば
- ペヤング 山菜蕎麦風やきそば
- ペヤング 幸楽苑味噌野菜たんめん味やきそば
- ペヤング 青森煮干しやきそば
- ペヤング ホルモン焼き風味噌仕立て焼きそば
- ペヤング カタ極細麺豚骨やきそば
- ペヤング 鶏白湯やきそば
- ペヤング やきそばかーかー明太七味
- ペヤング やきそばヒーヒー明太からし味
- ペヤング 仙台辛味噌味やきそば - 生協東北地区限定販売
- ペヤング 台湾ませそば風やきそば - ベルクとのコラボ商品。
- ペヤング 豚キムチ味やきそば
- ペヤング 信州みそにんにくやきそば
- ペヤング 中華五目やきそば
- ペヤング そばめし風やきそば
- ペヤング ミステリーやきそば
- ペヤング ペヨネーズやきそば
- ペヤング 肉やきそば
- ペヤング シーザーサラダ風やきそば
- ペヤング 旨辛豚骨味やきそば
- ペヤング 贅沢海鮮ゆず胡椒やきそば
- ペヤング 豚骨味やきそば
- ペヤング 竹岡式風やきそば
- ペヤング チョコレートやきそば ギリ
- ペヤング アップルパイテイストやきそば
- ペヤング ペタマックス たぬきそば風
- ペヤング 超超超超超超大盛ペタマックス 辛味噌ラーメン
- ペヤング 超超超超超超大盛ペタマックス 醤油ラーメン
- 夜のペヤングやきそば 夜食ver.
- ペヤング わかめMAXラーメン - ペヤングブランド初のノンフライ商品である。なお、製造は自社ではなく、テーブルマークグループの加ト吉水産に委託している[29]。
  - 醤油味
  - 味噌味
- ペヤング ヌードル
  - みそ
  - シーフード
  - ジンジャー

- ペヨングやきそば キムチ味
- ペヨングやきそば 油そば風

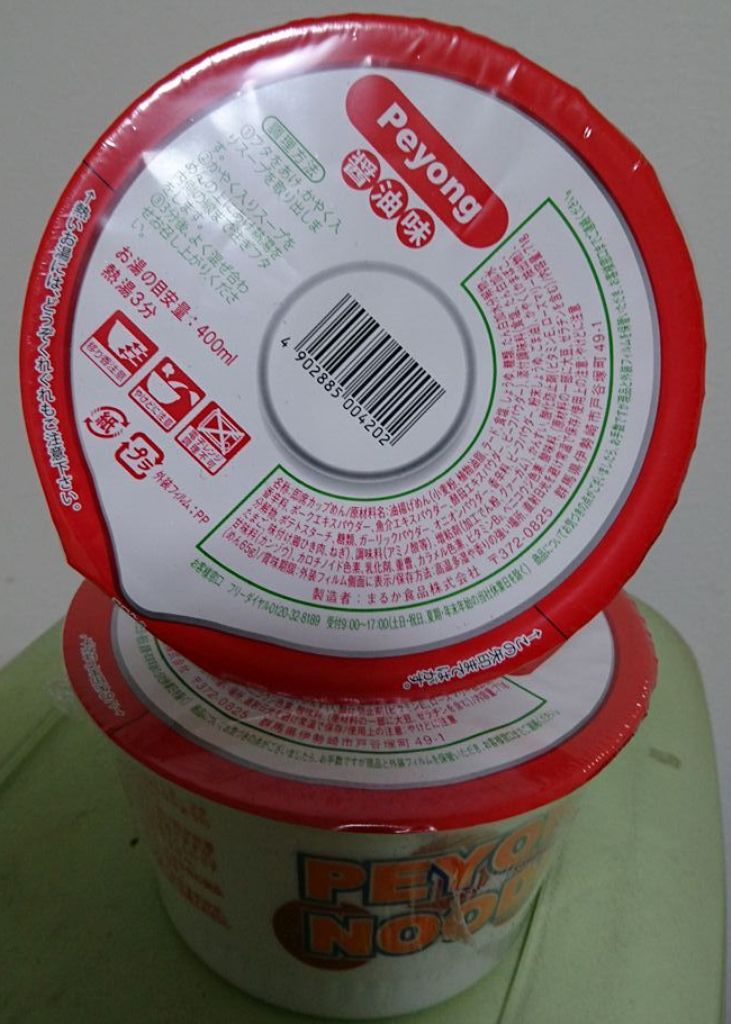
ペヨングヌードル醤油味。

- ペヨング ヌードル - 醤油味 - 2016年12月発売。ペヤングヌードルの容量が85 gに対しペヨングヌードル醤油味は、71 gと量も少なめである。
- ペヨング ヌードル - 味噌味

- ピーヤングやきそば 麻婆春雨
- ピーヤングやきそば タイ風春雨
- ピーヤングやきそば 韓国チャプチェ風春雨
- ピーヤングやきそばじゃないよ 激辛春雨END

『ヨシモリ』は現社長の丸橋嘉一の実子である丸橋嘉守（よしもり）の下の名前をそのままブランド名として採用したものである。
- ヨシモリ 超ボンビーやきそば - 既存の「ペヤング やきそば超大盛」から添付品の具材（かやく）とふりかけ、スパイスをそのまま省略した麺とソースだけの大変シンプルな超大盛サイズのカップ焼きそば。

## イベント
- ペヤングジャック - 2018年4月14日 - 7月1日まで、東名高速道路EXPASA足柄下りにて開催。富士山をモチーフとしたペヤングタワーや、ソースの香りを体感できるペヤング匂いゲートなどを開設[30]。

## 異物混入と自主回収

### SNSでの指摘と対応
2014年（平成26年）12月2日、購入客が「ペヤングからゴキブリ出てきた」というメッセージと、油揚げ麺の内部にゴキブリとみられる虫が入り込んでいる写真をTwitterに投稿した。12月3日、まるか食品の担当者はJ-CASTニュースの取材に対して、「製造過程で虫が混入するなんてありえない」「虫が混入していたという苦情も初めて」と話したとされるが、そのことが公開されると同ニュースサイトには、複数の消費者から「過去に同様の苦情を入れたことがある」との意見があった。
同日夜に行われた、群馬県伊勢崎保健所による本社工場への立ち入り調査を経て、翌12月4日、同担当者は再度の取材で消費者からの意見の真偽を問われると、「『初めて』というのは虫の混入全般を指したものではないので、訂正してもらいたい。今回のような大きな虫が麺に混入しているという苦情は初めてということで、小さな虫の苦情は過去にも何件かあった」と説明し、それ以上の明言を避けた。
同日、他に主要メディアが報じたところによれば、同社は「異物検査をしており、製造工程での混入は考えられない」としながらも、11月10日製造の当該製品「ペヤング ハーフ&ハーフ激辛やきそば」と同日中に同じラインで製造された「ペヤング ハーフ&ハーフカレーやきそば」の自主回収を実施した。
12月11日、問題の商品を外部機関により分析した結果、虫に加熱の形跡が確認されたため、同社は「製造過程での混入の可能性が否定できない」と改め、本社工場・赤堀工場での生産を停止し、ペヤング全商品を販売休止にした。
12月12日には、同社を通じて外部機関による検査結果をメディアが改めて報じ、混入していた異物は雌のクロゴキブリの成虫で、体内酵素「カタラーゼ」の働きが失われており、加熱されていたことが判明するが、虫に付着していた油が工場使用のものと同一かは、検体が小さいことから確認できないとした。
また工場内に設置された約30台の監視カメラの映像を確認した結果、何者かが意図的に混入した可能性を否定している。なお、同社は自主回収が発生した際に、その費用を手当てするための「リコール損害保険」に加入していないこともわかった。一方で、同社の担当者は産経新聞の取材に対し、「油の一致がわからない以上、製造過程での混入を断言できない。第三者が虫を加熱死させ、製造後の商品へ意図的に混入した可能性もある」と話している。
一連の異物混入事案に対する同社の対応には「食の安全への認識が甘い」と全国から非難が殺到する中で、広島県の同名企業が同社との関係を誤解される事態に発展し、広島県の同名企業は急遽ホームページ上で「群馬県のまるか食品株式会社」とは無関係である旨の告知を行った。
虫が混入した製品を発見して投稿した購入客は、そのあと同社とのやり取りの経緯をTwitterに投稿し「結果がでるまで元のツイートを消しておいてほしいとのことですので一時的に、削除させていただきます」として、投稿した画像を削除した。この購入客の一連の処置について、Twitter上では称賛し応援する声の方が圧倒的に多かったものの、画像の捏造を疑ったり、販売中止を嘆いたりするコメントが殺到した。

### 再発防止策および製造・販売再開
その後の調査でも、まるか食品は虫の混入原因や経路の特定には至らなかったが、混入の可能性があると考えられる箇所の絞り込みを行ったのち、本社工場では虫の侵入を防ぐため壁を補修し、床を抗菌仕様に変更した。同社は他にも、麺の運搬レーンに監視カメラと屋根を設置するなどの対策を施した上で、2015年5月に「ペヤングソースやきそば」の生産を再開、6月8日から関東地方での販売を再開した。
ところが、当初予想していた2倍から3倍の注文量があり、24時間体制でも製造が追いつかなくなったため、関東地方以外での発売を急遽延期する事態となった。7月からは製造ラインを増やし安定供給に務めた。関東地方以外の地域（販売休止前から販売していなかった北海道を除く）では、甲信越・静岡地区が7月6日、東北・北陸・中京・関西・中四国・九州地区が7月13日に、それぞれ販売を再開した。
なお、同社が製造・販売再開に向けた取り組みとして、容器の改良を含む異物混入などの再発防止策に投資した金額は、10億円以上にのぼったと報じられた。

### 事件後
本社工場は2016年7月に、赤堀工場は2017年9月にそれぞれFSSC 22000を取得した。
まるか食品は、事件前から発売していた「激辛やきそば」、また事件後も「ペヨング ソースやきそば」や「超超超大盛」など、主にSNSやYouTuberが好む商品を次々に発売、いずれもヒットした。まるか食品の19年3月期売上高は153億円となり、事件前の年商からほぼ倍増した。

## 女子ソフトボールクラブ
2009年（平成21年）1月、創業以来初の社内クラブ活動となる女子ソフトボール部を結成。チーム名は、同社のブランド名を冠した「ペヤング ソフトボールクラブ」で、2010年（平成22年）度の日本リーグ1部昇格を確定させた。
しかし、生産多忙による影響で多数の選手が退団してチーム構成が難しくなり活動休止となっており、2015年11月に来季（2016年度）の1部リーグ参戦を断念・廃部することが明らかになった。
2017年度からのクラブ員を募集し、日本女子ソフトボール2部リーグの加盟を予定することを告知した。WEBサイトも2016年8月25日に再開されている。

## メディア

### CM
- 桂小益（現在の9代目桂文楽）は、17年間ペヤングソース焼きそばのCMキャラクターを務めた。
  - 2代目社長である丸橋善一は、CMを制作するにあたって「四角い顔」のタレントの起用を第一条件にあげており[14]、小益は、当時の人気番組『末廣演芸会』の大喜利「末広珍芸シリーズ」で四角い顔を売り物にしていた。
  - 最初のCMは、小益による「四角くって食べやすい。気が利いてるよな。」「ビッグだよぉ！ ペヤングソースやきそば。」というもの。
  - 続くバージョンは、小益が扮する焼そば屋台の店主とランニング中に通りかかった柔道部員たちによる「どうだい味は？」「まろやか?」「もう一丁いく?？」「おっす！」というやりとり。
- 1987年（昭和62年）には林家こん平出演バージョンも放送された。
- 1992年（平成4年）から立川志の輔が起用され、その後山田隆夫との共演スタイルが長年続いている。
- 2007年（平成19年）4月には、映画『パッチギ! LOVE&PEACE』のタイアップで映画監督の井筒和幸が起用され、「ダテに長いことやってまへんで」のキャッチコピーで「座り込み編」と「長続き編」が放送された。
- 2009年（平成21年）9月からのCMは、ペヤングソフトボールクラブの選手と志の輔・山田の共演バージョンが放送されている。
- 2013年（平成25年）10月に発売が開始された「ペヤングソースやきそば ハーフ&ハーフ」には、タレントでコラムニストのマツコ・デラックスが出演、「超大盛」のCMにも出演している。
- 2016年（平成28年）10月に発売が再開された「ペヤングヌードル」には、サンドウィッチマンの出演でTVCMを製作[52]。
- 2017年（平成29年）からのペヤングソースやきそばのCMは、サンドウィッチマンのコント仕立ての内容で、伊達みきおがコンビニの客、富澤たけしがコンビニの店員役で出演、最後にマツコがコンビニの客として登場し、2人が「あれ、マツコさん?」と驚くというもの。
- スポンサーを務めた番組として、『ぐんまちゃん』（群馬テレビ他）[53][注 9]、「キャプテン翼」（ただしテレビ愛知以西を含めたメガTONネットワーク〈現・TXN〉加盟局のみ）などが挙げられる。

### タイアップ
- 2007年（平成19年）8月頃から、映画『ワルボロ』とタイアップした限定パッケージの「ペヤングソースやきそば超大盛」が発売されている。パッケージには「選ぶんだったら超大盛!「ハンパしない」が<ワルボロ流>!!」というキャッチフレーズが書かれている。
- 2012年 （平成24年）8月14日から、『ファミリーマート×初音ミクキャンペーン』限定商品として、「ネギ塩やきそば」が発売されている。これは初音ミクが唄った楽曲「ペヤングだばぁ」にちなんだ商品であり、パッケージがカップに熱溶着されたフタとシュリンクラップでできているため、通常のペヤングソースやきそばに比べて、湯切りの際に麺がカップからこぼれ落ちてしまうアクシデント（これをだばぁと称した）が少ないとされる。2015年6月8日から発売された新容器は大きく改良され、湯切りの際に麺がカップからこぼれ落ちてしまうアクシデント（だばぁ）が少なくなっている。
- おやつカンパニーとのコラボレーションにより「ベビースタードデカイラーメン ペヤングソースやきそば味」を販売している。
- 2013年（平成25年）、『カードファイト!!ヴァンガード』とのコラボレーションで前述のコラボ焼きそばが発売された。
- 2017年（平成29年）から、ニチフリ食品とのコラボレーションにより「ペヤングソースやきそば味ふりかけ」を販売している。

### エピソード
- 坂田遼と三遊亭円楽 (6代目)は「ペヤングソースやきそば」が大好物。生前円楽はCMにも出演していた笑点の共演者でもある山田隆夫に頼み込んで、段ボール単位でもらっていたという[54][55]。
- ダイヤモンド社が“ペヤングファンは販売休止中も他の焼きそばに「浮気」をしなかったのか？”と題してまとめた調査では、浮気にあたる「競合他社の製品への乗り換え」はほとんどみられなかったという[56]。
- 元F1ドライバーのデビッド・クルサードはその特徴的な顔の四角さ故に、日本のファンからは「ペヤング先生」という愛称で親しまれ、2015年日本GPにゲストとして来日した際にはファンから「ペヤングソースやきそば」を手渡される一幕があった。
- 落語協会のファン感謝イベント「謝楽祭」では、2016年から、かつて長年CMキャラクターを務めた桂文楽を看板にしてカップやきそばを販売する「文楽（・緑太）のぺヤング」ブースが出店しているが、実際の運営は落語協会で、まるか食品は無関係である[57][58][59]。また、長年文楽と共にブースで販売をしていた柳家緑太は、2025年の自身の真打昇進の時の寄席の舞台飾りにペヤングの実物を並べた[60]。
- クイズ番組『超逆境クイズバトル!! 99人の壁』（フジテレビ）の2018年12月1日放送の回で、ジャンル「ペヤングソースやきそば」で出場した挑戦者が賞金を獲得した。